# Miriatra boliviana
Miriatra boliviana är en insektsart som beskrevs av Günther, K. 1939. Miriatra boliviana ingår i släktet Miriatra och familjen torngräshoppor. Inga underarter finns listade i Catalogue of Life.